# Marc Wellmann
Marc Wellmann (* 1968 in Hamburg) ist ein deutscher Kunsthistoriker und Kurator.

## Leben
Wellmann wurde in Hamburg geboren und lebt seit seinem zweiten Lebensjahr in Berlin. Er ist mit dem Bildhauer Bernhard Heiliger aufgewachsen, den seine Mutter Sabine Wellmann-Heiliger im Mai 1975 heiratete. Wellmann studierte Kunstgeschichte und Amerikanistik an der Freien Universität Berlin. Seine 1996 bei Werner Busch und Eberhard König eingereichte Magisterarbeit beschäftigte sich mit dem Hamburger Maler Balthasar Denner. 2004 erfolgte die Promotion bei Robert Kudielka an der Universität der Künste Berlin über Die Entdeckung der Unschärfe in Optik und Malerei. Zum Verhältnis von Kunst und Wissenschaft zwischen dem 15. und dem 19. Jahrhundert.
Von 1996 bis 2015 war Wellmann verantwortlich für die Ausstellungen der Bernhard-Heiliger-Stiftung und die Forschungen zum Werkverzeichnis von Bernhard Heiliger. Er konzipierte in dieser Zeit zusammen mit Lothar Romain, dem Gründungsvorstand der Stiftung, unter anderem die erste postume Überblicksausstellung des Künstlers im Nationalmuseum Stettin (1998) und war Kurator der Ausstellungstournee von Heiligers Porträtköpfen  (2000–2001) sowie der Retrospektive Bernhard Heiliger 1915–1995: Kosmos eines Bildhauers  im Martin-Gropius-Bau 2005–2006. Nach einer Zeit als freier Kurator, in der er u. a. für die Galerie Max Lang in New York und für die Dependance der Galerie Volker Diehl in Moskau Ausstellungen konzipierte, wurde er 2008 Ausstellungsleiter des Georg-Kolbe-Museums. Seit April 2013 ist Wellmann Künstlerischer Leiter am Haus am Lützowplatz, Berlins ältestem Kunstverein.
Wellmann ist verheiratet und hat drei Kinder.

## Kuratierte Ausstellungen (Auswahl)

### 2000/01
- Bernhard Heiliger – Die Köpfe, Georg Kolbe Museum, Berlin, Von der Heydt-Museum in Wuppertal, Kunstmuseum Kloster Unser Lieben Frauen in Magdeburg, Edwin Scharff Museum in Neu-Ulm, Museum Ostdeutsche Galerie in Regensburg, Hirschwirtscheuer Museum für die Künstlerfamilie Sommer in Künzselsau

### 2005/06
- Bernhard Heiliger (1915–1995) - Kosmos eines Bildhauers, Martin-Gropius-Bau, Berlin

### 2007
- Die Macht des Dinglichen – Skulptur heute! (Axel Anklam, Angelika Arendt, Bara, Florian Baudrexel, Oliver van den Berg, Stefanie Bühler, Birgit Dieker, Berta Fischer, Harry Hauck, Thomas Helbig, Tony Matelli, Reiner Maria Matysik, Anna-Kavata Mbiti, Jonathan Meese, Anke Mila Menck, Katharina Moessinger, Joel Morrison, Nadine Rennert, Thomas Rentmeister, Anselm Reyle, Iris Schieferstein, Hans Schüle, Matthäus Thoma, Marcus Wittmers), Georg Kolbe Museum, Berlin[4]
- Antony Gormley – Bodies in Space, Georg Kolbe Museum, Berlin
- Brent Wadden – Heavy Light Off White, berlin art scouts, Berlin,

### 2008
- EVOLUTION (Sylvie Fleury, Wang Du, Wolfgang Flad, Michael Parekowhai, Tony Matelli, Joel Morrison, John Isaacs, Maria Nepomuceno, Kohei Nawa, John Kessler, Birgit Diecker, Rina Banerjee, Thomas Grünfeld, Tony Cragg, Wim Delvoye), Max Lang Gallery, New York
- Shilpa Gupta – BlindStars StarsBlind (together with Shaheen Merali). Galerie Voker Diehl, Berlin + Bodhi Art, Berlin
- Herbert Volkmann – Die Morphinisten, Galerie Volker Diehl, Berlin
- MOCKBA! – Contemporary Art from Russia (AES+F, Konstantin Batynkov, Alexey Beliayev-Guintovt, Blue Noses, Sergei Chaika, Olga Chernysheva, Alexey Kallima, Konstantin Latyshev, Vladislav Mamyshev-Monroe, Anatoly Osmolovsky, Anatoly Shuravlev, Dmitry Tsvetkov, Vadim Zakhavov), Galerie Voker Diehl, Berlin
- Wim Delvoye - New Works, Diehl + Gallery One, Moscow
- Everybody Knows This is Nowhere (Heather Allen, Angela Dwyer, Larissa Fassler, Kate Hers, Anna Hughes, John Isaacs, Bettina Johae, David Keating, Jonathan Monk, Daniel Seiple, Carl Trahan, Ming Wong), Wendt + Friedmann Galerie, Berlin

### 2009
- Ah Xian - Skulpturen. Georg Kolbe Museum, Berlin
- Romantische Maschinen – Kinetische Kunst der Gegenwart (Robert Barta, Thomas Baumann, Michael Elmgreen und Ingar Dragset, Peter Fischli und David Weiss, Zilvinas Kempinas, Julius Popp, Michael Sailstorfer, Ariel Schlesinger, Johanna Smiatek), Georg Kolbe Museum, Berlin
- Anton Henning – Oase, Georg Kolbe Museum, Berlin

### 2010
- 1910 Figur 2010 (Ubbo Enninga, John Isaacs Christian Jankowski, Iris Kettner, Markus Leitsch, Robert Metzkes, Simon Schubert, Pia Stadtbäumer, Mathilde ter Heijne, Veronika Veit, Klaus Winichner), Georg Kolbe Museum, Berlin
- Thorsten Brinkmann - Studiomove, Georg Kolbe Museum, Berlin

### 2011
- William Wauer und der Berliner Kubismus (William Wauer, Alexander Archipenko, Rudolf Belling, Walter Gropius, Katharina Heise, Oswald Herzog, Johannes Itten, Walter Kampmann, Georg Kolbe, Marg Moll, Emy Roeder, Edwin Scharff, Richard Scheibe, Hans Uhlmann, Genni Wiegmann-Mucchi), Georg Kolbe Museum, Berlin
- Fabiàn Marcaccio. The Structural Canvas Paintants, Georg Kolbe Museum, Berlin
- ABSTRAKT //// SKULPTUR (Cristian Andersen Florian Baudrexel, Wolfgang Flad, Martin Flemming, Nadja Frank, Amélie Grözinger, Knut Henrik Henriksen, Gregor Hildebrandt, Olaf Holzapfel, Jeroen Jacobs, Isabel Kerkermeier, Thomas Kiesewetter, Karsten Konrad, Gereon Krebber, Alicja Kwade, Wilhelm Mundt, Manfred Pernice, Bettina Pousttchi, Thomas Scheibitz, Felix Schramm, Katja Strunz, Johannes Weiß), Georg Kolbe Museum, Berlin

### 2012
- BIOS – Konzepte des Lebens in der zeitgenössischen Skulptur (Brandon Ballengée, Peter Buggenhout, Lee Bul, Mark Dion, Brad Downey, Thomas Feuerstein, Eli Gur Arie, Tue Greenfort, Patricia Piccinini, Donato Piccolo, Gerda Steiner & Jörg Lenzlinger, Günter Weseler, David Zink Yi), Georg Kolbe Museum, Berlin
- Pe Lang, Galerie Mario Mazzoli, Berlin

### 2013
- Jen Ray – Better to reign in hell, than to serve in heaven Haus am Lützowplatz, Berlin
- Philip Grözinger @ Context Art Miami, Art from Berlin, Landesverband Berliner Galerien (LVBG)

### 2014
- Göran Gnaudschun - Alexanderplatz, Haus am Lützowplatz, Berlin
- Brad Downey – Sculpture, Leftovers and Documentation, Studiogalerie Haus am Lützowplatz, Berlin
- Die halluzinierte Welt - Malerei am Rand der Wirklichkeit (Tilo Baumgärtel, Emmanuel Bornstein, GL Brierley, Philip Grözinger, Eckart Hahn, Ruprecht von Kaufmann, Michael Kirkham, Bernhard Martin, Justine Otto, Alex Tennigkeit, Herbert Volkmann), Haus am Lützowplatz, Berlin
- Sven Drühl - Architekturen, Ausstellungsraum der IG Metall, Berlin
- Erik Niedling - Eine Pyramide für mich, Haus am Lützowplatz, Berlin
- Andrea Pichl -Es kömmt drauf an..., Ausstellungsraum der IG Metall, Berlin

### 2015
- Black Bandits (Johannes Albers, Thomas Behling, Olivia Berckemeyer, John von Bergen, Marc Bijl, Norbert Bisky, Emmanuel Bornstein, Thorsten Brinkmann, Jeanno Gaussi, Axel Geis, Philip Grözinger, Ursus Haussmann, Uwe Henneken, Jenny Löbert, Jonathan Meese, Deimantas Narkevicius, Gerhard Richter, Römer + Römer), Haus am Lützowplatz, Berlin
- Neue Malerei aus Deutschland (Stefanie Gutheil, Uwe Henneken, Florian Meisenberg, Sebastian Neeb, Tanja Rochelmeyer, Christoph Ruckhäberle), Goethe-Institut, Hanoi und Goethe Institut, Hong Kong
- Andreas Koch - Review, Haus am Lützowplatz, Berlin

### 2016
- Mathilde Ter Heijne - It will be!, Haus am Lützowplatz, Berlin
- Der feine Riss – Zeitgenössische Malerei auf dem historischen Feld (Ernie Luley Superstar, Franziska Maderthaner, Nguyen Xuan Huy, David Nicholson, Axel Pahlavi, Deborah Poynton, Till Rabus, René Schoemakers, Christoph Steinmeyer und Alex Tennigkeit), Haus am Lützowplatz, Berlin
- 5. UM Festival 2016 (Sonja Alhäuser, Awst & Walther, Johannes Buss (Radical Adults Productions), Paula Doepfner, Brad Downey/Diego Sologuren, Dennis Feddersen, Ulrike Mohr, Maik Teriete, Markus Wirthmann), Fergitz und Pinnow, Uckermark
- Reijiro Wada – HaL-Hofskulptur #1, Haus am Lützowplatz, Berlin
- Christian Jankowski - Die Legende des Künstlers und andere Baustellen, Haus am Lützowplatz, Berlin

### 2017
- René Wirths - Das was bleibt, Haus am Lützowplatz, Berlin
- Transaktionen - Über den Wert künstlerischer Arbeit (CATPC, Nadine Fecht, Ali Fitzgerald, Moritz Frei, Thorsten Goldberg, Christian Jankowski, Theo Ligthart, Michael Sailstorfer, Joshua Schwebel, Santiago Sierra, Jonas St. Michael, Pilvi Takala), Haus am Lützowplatz, Berlin
- Marion Eichmann Laundromat, Ausstellungsraum der IG Metall, Berlin
- Thomas Feuerstein - Prometheus Delivered, Haus am Lützowplatz, Berlin

### 2018
- Heiner Franzen - Grosses Gesichtsfeld, Haus am Lützowplatz, Berlin
- November - Versuch über eine Revolution (Robert Barta, Julius von Bismarck, Mariechen Danz, Tracey Moffatt, Bettina Pousttchi, Katja Strunz), Haus am Lützowplatz, Berlin
- Eckart Hahn - Der schwarze Hund trägt bunt, Haus am Lützowplatz, Berlin

### 2019
- Mostly Happy - Finnish Art Today (Martti Aiha, Elina Brotherus, Miklos Gaál, Hannaleena Heiska, Ulla Jokisalo, Antti Laitinen, Niina Lehtonen Braun, Aurora Reinhard, Toni R. Toivonen, Kari Vehosalo), Haus am Lützowplatz, Berlin
- Tobias Dostal - Perplexy, Haus am Lützowplatz, Berlin

### 2020
- In weiter Ferne so nah: AArtist in Residence-Programm 2016–2020 (Said Baalbaki, Catherine Biocca Yvon Chabrowski, Manaf Halbouni, Kerstin Honeit, Ali Kaaf, Ahmed Kamel, David Krippendorff, Andréas Lang, Beatrice Minda, Peles Empire, Yafei Qi, Henrik Strömberg, Susa Templin, Walter Yu), Haus am Lützowplatz, Berlin
- Viviana Abelson - Gravity (HaL-Hofskulptur #5), Haus am Lützowplatz, Berlin,

### 2021
- Götz Valien - Lieber Maler, Haus am Lützowplatz, Berlin
- Clemens Krauss - Massen | Masses, Haus am Lützowplatz, Berlin
- Anna Meyer - Hopesters, Haus am Lützowplatz, Berlin

### 2022
- Deborah Poynton - Folly, Haus am Lützowplatz, Berlin
- Filip Markiewicz - Ultrasocial Pop, Haus am Lützowplatz, Berlin
- ÜberLeben - Fragen an die Zukunft (Bettina von Arnim, Maxim Brandt, John Cage, Louisa Clement, Sabine Groß, Philip Grözinger, Bjørn Melhus, Katja Novitskova, Mette Riise, Michael Schmidt, Nina E. Schönefeld, Markus Wirthmann), Haus am Lützowplatz, Berlin

## Schriften (Auswahl)
- Zweierlei Maß: Wert der Kunst und Wert der künstlerischen Arbeit Kunst und Kreativität als Kapital. In: Kunstforum, Bd. 274, ÜberLeben und Kunst, S. 118–123
- Dance of the Images. In: Filip Markiewicz - Celebration Factory. 2020
- Interview with Brad Downey. In: Brad Downey. Slapstick Formalism. 2020.
- Hrsg.: Black Bandits – 200 Jahre: #Lützow #Befreiungskriege #Napoleon #Waterloo. Ernst Wasmuth Verlag, Tübingen 2015, ISBN 978-3-8030-3372-7.
- Unschärfeschichten in der Geschichte der Malerei. In: ..Unscharf. Nach Gerhard Richter. Hamburger Kunsthalle, 2011, S. 48–59.
- Hrsg.: BIOS – Konzepte des Lebens in der zeitgenössischen Skulptur. Wienand Verlag, Köln 2008, ISBN 978-3-86832-122-7.
- Hrsg.: William Wauer und der Berliner Kubismus. Die plastischen Künste um 1920. Wienand Verlag, Köln 2011, ISBN 978-3-86832-056-5.
- Hrsg.: Romantische Maschinen. Kinetische Kunst der Gegenwart. Wienand Verlag, Köln 2009, ISBN 978-3-86832-005-3.
- Hrsg.: Bernhard Heiliger 1915-1995. Monographie und Werkverzeichnis. Wienand Verlag, Köln 2005, ISBN 3-87909-869-7.
- Die Entdeckung der Unschärfe: Zum Verhältnis von Kunst und Wissenschaft zwischen dem 15. und dem 19. Jahrhundert. Peter Lang Verlag, Frankfurt am Main/Berlin u. a. 2005, ISBN 3-631-54612-2. (zugl.: Univ. Diss., Berlin 2005).